# Крушар
Крушар је насеље у Србији у општини Ћуприја у Поморавском округу. Према попису из 2022. било је 1035 становника.

## Демографија
У насељу Крушар живи 1272 пунолетна становника, а просечна старост становништва износи 44,7 година (42,4 код мушкараца и 46,9 код жена). У насељу има 566 домаћинстава, а просечан број чланова по домаћинству је 2,73.
Ово насеље је великим делом насељено Србима (према попису из 2002. године), а у последња три пописа, примећен је пад у броју становника.
Крушар је познат и по фудбалско клубу Моравац 1948, који је у периоду 2000. год. до 2005. играо Зону Запад, стицајем околности клуб се привремено угасио, па данас опет функционише и такмичи се у Међуопштиској лиги Југ.
|  |

| Демографија | Демографија | Демографија |
| Година      | Становника  | Становника  |
| ----------- | ----------- | ----------- |
| 1948.       | 2.092       |             |
| 1953.       | 2.150       |             |
| 1961.       | 2.144       |             |
| 1971.       | 2.072       |             |
| 1981.       | 2.070       |             |
| 1991.       | 1.954       | 1.725       |
| 2002.       | 1.546       | 1.929       |

| Етнички састав према попису из 2002.‍ | Етнички састав према попису из 2002.‍ | Етнички састав према попису из 2002.‍ | Етнички састав према попису из 2002.‍ | Етнички састав према попису из 2002.‍ |
| ------------------------------------ | ------------------------------------ | ------------------------------------ | ------------------------------------ | ------------------------------------ |
|                                      |                                      |                                      |                                      |                                      |
| Срби                                 | Срби                                 |                                      | 1.533                                | 99,15%                               |
| Југословени                          | Југословени                          |                                      | 3                                    | 0,19%                                |
| Украјинци                            | Украјинци                            |                                      | 1                                    | 0,06%                                |
| Словенци                             | Словенци                             |                                      | 1                                    | 0,06%                                |
| Руси                                 | Руси                                 |                                      | 1                                    | 0,06%                                |
| Румуни                               | Румуни                               |                                      | 1                                    | 0,06%                                |
| непознато                            | непознато                            |                                      | 6                                    | 0,38%                                |

| Година пописа     | 1948. | 1953. | 1961. | 1971. | 1981. | 1991. | 2002. |
| ----------------- | ----- | ----- | ----- | ----- | ----- | ----- | ----- |
| Број домаћинстава | 421   | 452   | 505   | 520   | 503   | 470   | 566   |

| Број чланова      | 1   | 2   | 3  | 4   | 5  | 6  | 7  | 8 | 9 | 10 и више | Просек |
| ----------------- | --- | --- | -- | --- | -- | -- | -- | - | - | --------- | ------ |
| Број домаћинстава | 122 | 189 | 85 | 105 | 35 | 17 | 11 | 1 | 1 | 0         | 2,73   |

| Пол    | Укупно | Неожењен/Неудата | Ожењен/Удата | Удовац/Удовица | Разведен/Разведена | Непознато |
| ------ | ------ | ---------------- | ------------ | -------------- | ------------------ | --------- |
| Мушки  | 644    | 116              | 441          | 49             | 22                 | 16        |
| Женски | 687    | 57               | 451          | 152            | 16                 | 11        |
| УКУПНО | 1.331  | 173              | 892          | 201            | 38                 | 27        |

| Пол    | Укупно                    | Пољопривреда, лов и шумарство | Рибарство                            | Вађење руде и камена | Прерађивачка индустрија       |
| ------ | ------------------------- | ----------------------------- | ------------------------------------ | -------------------- | ----------------------------- |
| Мушки  | 260                       | 80                            | 1                                    | 0                    | 71                            |
| Женски | 257                       | 185                           | 0                                    | 0                    | 14                            |
| УКУПНО | 517                       | 265                           | 1                                    | 0                    | 85                            |
| Пол    | Производња и снабдевање   | Грађевинарство                | Трговина                             | Хотели и ресторани   | Саобраћај, складиштење и везе |
| Мушки  | 13                        | 17                            | 22                                   | 1                    | 10                            |
| Женски | 1                         | 1                             | 14                                   | 3                    | 0                             |
| УКУПНО | 14                        | 18                            | 36                                   | 4                    | 10                            |
| Пол    | Финансијско посредовање   | Некретнине                    | Државна управа и одбрана             | Образовање           | Здравствени и социјални рад   |
| Мушки  | 0                         | 1                             | 7                                    | 2                    | 10                            |
| Женски | 0                         | 0                             | 2                                    | 6                    | 20                            |
| УКУПНО | 0                         | 1                             | 9                                    | 8                    | 30                            |
| Пол    | Остале услужне активности | Приватна домаћинства          | Екстериторијалне организације и тела | Непознато            | Непознато                     |
| Мушки  | 11                        | 0                             | 0                                    | 14                   | 14                            |
| Женски | 1                         | 0                             | 0                                    | 10                   | 10                            |
| УКУПНО | 12                        | 0                             | 0                                    | 24                   | 24                            |